# María Elena Sarría
María Elena Sarría Díaz (ur. 14 września 1954 w Cienfuegos) – kubańska lekkoatletka, specjalistka pchnięcia kulą, trzykrotna mistrzyni igrzysk panamerykańskich, dwukrotna olimpijka.

## Kariera sportowa
Zwyciężyła w pchnięciu kulą na igrzyskach Ameryki Środkowej i Karaibów w 1974 w Santo Domingo. Zdobyła złoty medal w tej konkurencji na igrzyskach panamerykańskich w 1975 w Meksyku, wyprzedzając swą koleżankę z reprezentacji Kuby Hildę Ramírez i Kanadyjkę Lucette Moreau. Zajęła 11. miejsce na igrzyskach olimpijskich w 1976 w Montrealu.
Ponownie zwyciężyła na igrzyskach panamerykańskich w 1979 w San Juan, przed Maren Seidler ze Stanów Zjednoczonych i Carmen Ionesco z Kanady. Zajęła 5. miejsce w zawodach pucharu świata w 1979 w Montrealu oraz 9. miejsce na igrzyskach olimpijskich w 1980 w Moskwie.
Zwyciężyła na mistrzostwach Ameryki Środkowej i Karaibów w 1981 w Santo Domingo. Zajęła 3. miejsce w zawodach pucharu świata w 1981 w Rzymie. Zdobyła złoty medal na igrzyskach Ameryki Środkowej i Karaibów w 1982 w Hawanie.
Po raz trzeci zwyciężyła na igrzyskach panamerykańskich w 1983 w Caracas, wyprzedzając Amerykankę Lornę Griffin i Kanadyjkę Rosemarie Hauch. Zajęła 8. miejsce na mistrzostwach świata w 1983 w Helsinkach. Na swych czwartych igrzyskach panamerykańskich w 1987 w Indianapolis zdobyła srebrny medal, przegrywając z Amerykanką Ramoną Pagel, a wyprzedzając inną Kubankę Belsy Lazę.
Sarría była mistrzynią Stanów Zjednoczonych w pchnięciu kulą w 1982.
Czternaście razy z rzędu poprawiała rekord Kuby w pchnięciu kulą od wyniku 16,99 m, osiągniętego 5 kwietnia 1975 w Hawanie do rezultatu 20,61 m, uzyskanego 22 lipca 1982 również w Hawanie.